# Batinge

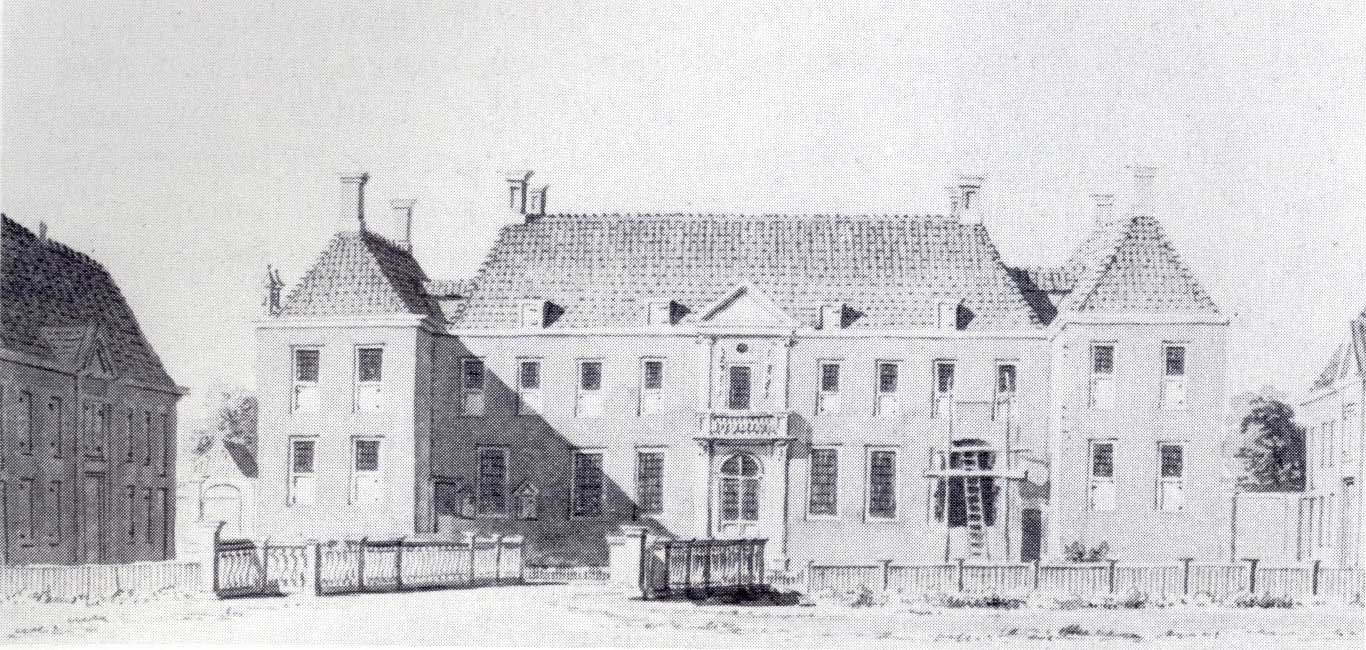
Batinge getekend door Cornelis Pronk in 1732

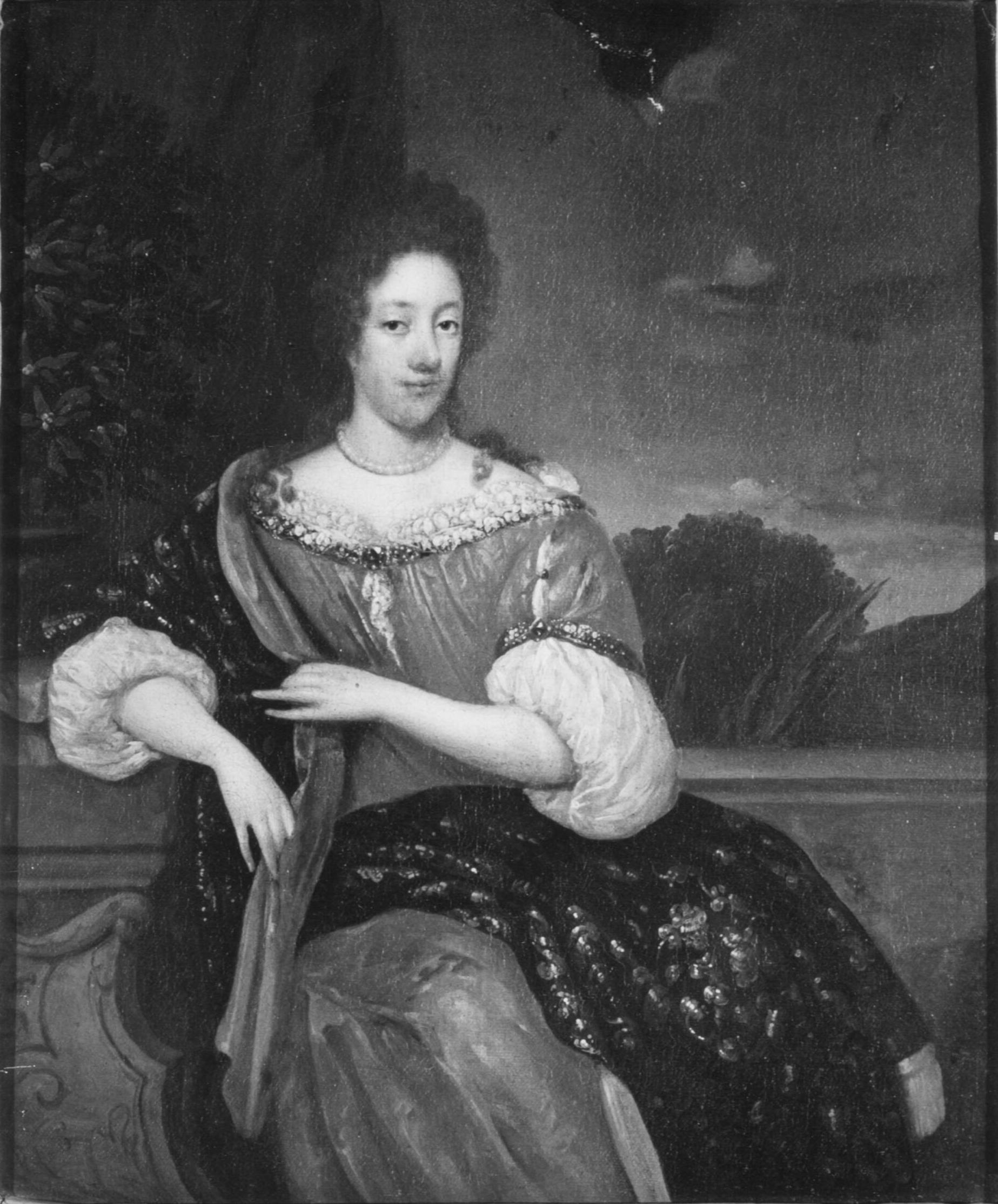
Hoogstwaarschijnlijk het portret van Walburg van Heeckeren, die in 1701 Batinge erfde (toegeschreven aan de schilder Roelof Koets II)

Batinge was een havezate in de Drentse plaats Dwingeloo in het Dieverderdingspel.

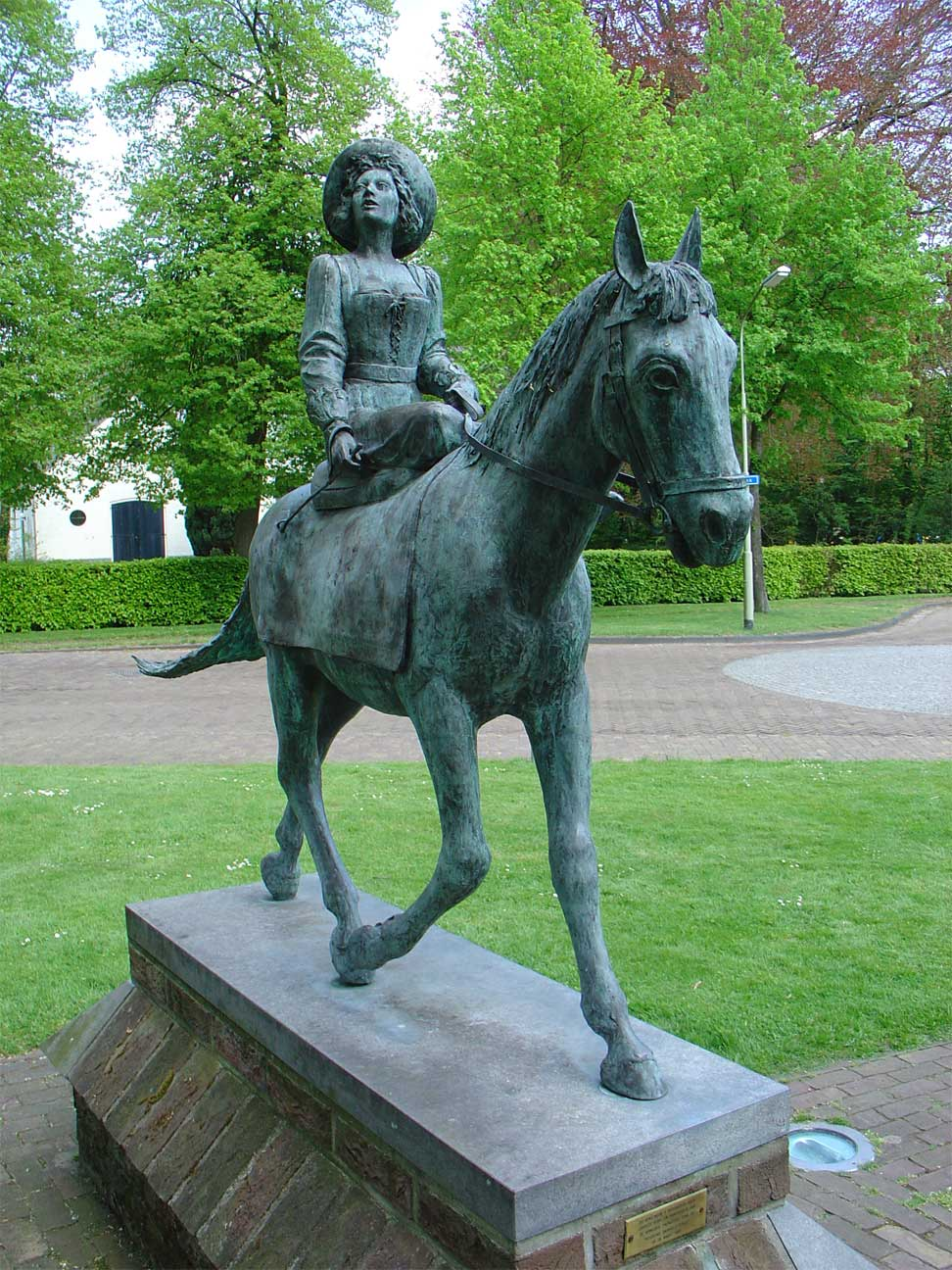
Standbeeld van de Juffer van Batinghe door Charles Henri de Vries

Batinge was een van de vijf havezaten in Dwingeloo. Volgens de Dwingeloose predikant Cornelis van Schaick was Batinge de meest imposante van de vijf. Al in de 14e eeuw werd Batinge genoemd als adellijk huis. Op het eind van de 14e eeuw was het huis in het bezit van Johan van de Goer alias Johan de Vos van Steenwijk en zijn echtgenote Hadewich van Ansen, die tevens het Huis te Ansen bezaten. Na het overlijden van Hadewich erfde de oudste zoon Coenraad de havezate Batinge, zijn broer Bertolt werd eigenaar van het Huis te Ansen. Coenraad de Vos van Steenwijk is onder meer bekend geworden als aanvoerder van de Drentse Vetkopers in de strijd van de Schieringers en Vetkopers. Samen met zijn broer Reynold nam hij in 1415 aan het hoofd van de Drentse troepen Groningen in. Hij werd burgemeester van Groningen en kreeg na zijn aftreden in 1417 onroerend goed in de stad als dank voor de door hem aan de stad bewezen diensten. In de 16e eeuw kwam Batinge door vererving in het bezit van de stadhouder van Friesland, Overijssel, Groningen en Drenthe Georg Schenck van Toutenburg. In die periode werd Batinge uitgebreid en versterkt.
Na het overlijden van zijn erfgenamen was niet duidelijk aan wie Batinge toebehoorde. In de tweede helft van de 16e eeuw vonden er processen plaats tussen degenen die meenden aanspraak op dit bezit te kunnen maken. Batinge werd echter tijdens de procesgang gewapenderhand in bezit genomen door de familie Van den Clooster tot de Havixhorst. Uiteindelijk werden ook zij weer verdreven door stadhouder graaf Willem van Nassau en kwam Batinge in het bezit van de familie Van den Boetzelaer. Een van hen, de drost van Drenthe, Rutger van den Boetzelaer, liet Batinge verbouwen tot een verblijf dat, naar zijn oordeel, bij zijn stand paste. Hij verkreeg in 1641 ook de havezate Entinge in zijn bezit.
Een volgende eigenaar, de drost Elbert Anthony van Pallant, liet Batinge vanaf 1686 verder uitbreiden en verfraaien. Hij verleende ook asiel aan uitgeweken Franse hugenoten en bood ruimte aan in zijn havezate aan voor het houden van hun kerkdiensten. Batinge telde toen 3 verdiepingen met 36 kamers en diverse bijgebouwen en boerderijen. In Dwingeloo bouwde Van Pallant enkele huizen, de zogenaamde Franse huizen, voor de uitgeweken Franse protestanten. Na zijn overlijden in 1701 kwam Batinge in het bezit van zijn vrouw Walburg van Heeckeren. Zij zorgde ervoor dat Batinge in handen kwam van leden van de familie Van Heeckeren. Op het einde van de 18e eeuw heeft Batinge meerdere malen leeggestaan. In 1813 is de voormalige havezate nog bewoond geweest door Petrus Hofstede, voordat hij in 1814 benoemd werd tot gouverneur van Drenthe en in 1817 ging wonen op Vredeveld bij Assen. In 1830 lieten de Van Heeckerens Batinge publiekelijk veilen en werd het voor ƒ 36.171,50 verkocht aan Aalt Willem van Holthe tot Oldengaerde, burgemeester van Dwingeloo. Het ging de nieuwe eigenaar om de landerijen en niet om de havezate, die hij dan ook in 1832 liet afbreken.

## De juffer van Batinge
Aan de bouw van de Sint Nicolaaskerk in Dwingeloo is de sage verbonden van de juffer van Batinge. Deze juffer reed tijdens de bouw van de kerk elke dag voorbij, omdat ze een oogje had laten vallen op de bouwmeester van de kerk. Deze bouwmeester was niet ongevoelig voor haar schoonheid en raakte dermate van de wijs, dat hij zijn werk niet meer naar behoren kon verrichten. Door ingrijpen van de drost van Drenthe en haar vader, de heer van Batinge, werd de juffer op reis gestuurd, maar niet nadat zij haar droombeeld over deze kerk aan haar geliefde had verteld. De bouwmeester wist daarop haar droombeeld te verwezenlijken. Dit zou de reden zijn van de voor Drenthe afwijkende bouwstijl. Na voltooiing van de kerk zouden beiden alsnog getrouwd zijn.
Huis te Ansen · Batinge · Ter Borch · Huis ten Clooster · Kasteel van Coevorden · Dunningen · Huis te Echten · Entinge · Huis ter Hansouwe · Havixhorst · De Kinkhorst · De Klencke · Laarwoud · Lemferdinge · Mensinga · Mensinge · Oldengaerde · Oldenhave · Overcinge · Huis te Peize · Rheebruggen · Huis te Westervelde · Vledderinge · Westrup · Wittesheuvel